# Redis
Redis (AFI: /ˈrɛdɪs/; da Remote Dictionary Server) è un key-value store residente in memoria con persistenza facoltativa.

## Storia
Lo sviluppo di Redis, creato da Salvatore Sanfilippo, è stato sponsorizzato da Pivotal a partire da maggio 2013; mentre precedentemente è stato sponsorizzato da VMware Inc.
Secondo il ranking mensile di DB-Engines.com, Redis è, a febbraio 2025, il più diffuso nella categoria dei key-value store.
A marzo 2024 è stato annunciato un cambio nelle modalità di distribuzione del prodotto, che è passato ad una licenza con sorgente disponibile.

## Caratteristiche
È scritto in ANSI C.